# Frolicking Fish
Frolicking Fish är en amerikansk animerad kortfilm från 1930. Filmen ingår i Silly Symphonies-serien.

## Handling
Filmen handlar om några fiskar som dansar till flera klassiska musikstycken och har det behagligt; något som en bläckfisk däremot vill sätta stopp för.

## Om filmen
Filmen hade amerikansk biopremiär den 21 juni 1930 med titeln Frolicking Fish. När filmen återlanserades den 27 september samma år gick den under titeln Frolicking Fishes.
Filmens undervattensscener visades ursprungligen i gröntonad bildversion.
I filmen förekommer flera klassiska musikstycken, som framförs av Bert Lewis.